# Fair-Play-Wertung
Die Fair-Play-Wertung ist ein seit 1995 existierendes vorwiegend qualitatives Punktesystem des europäischen Fußballverbandes UEFA, welches das Fairplay-Verhalten in einem Verhältnis von erreichter Punktzahl zu maximaler Punktzahl darstellt. Bis zur Saison 2015/16 wurden nach dieser Wertung an die fairsten Landesverbände drei zusätzliche Startplätze in der ersten Qualifikationsrunde der UEFA Europa League vergeben. Seitdem werden drei Ranglisten geführt, deren Gewinner Preisgelder erhalten. Anlässlich der Fußball-Europameisterschaft 2016 wurde in Anhang C des UEFA-Regelwerks eine neue Fair-Play-Wertung eingeführt.

## Kriterien
In die Punktewertung fließen sechs Kriterien ein, die ein Maximum an 40 zu erreichenden Punkten ermöglichen. Die UEFA-Match-Delegation ermittelt anhand der verschiedenen Aspekte, in Absprache mit dem Schiedsrichtergespann, qualitativ die erreichten Punkte in jedem Kriterium.
Dabei soll darauf geachtet werden, dass Vergehen, die eine Karte nach sich zogen und somit auch einen Einfluss auf die Fairplay-Wertung haben, die anderen Kriterien nicht überlagern.

### Gelbe und Rote Karten (10 Punkte)
Sie stellen die einzige quantitative Größe dar. Jedes Team startet mit 10 Punkten, die sich pro Verwarnung oder Platzverweis verringern.
Dabei gilt folgender Schlüssel:
- Gelbe Karte: −1 Punkt
- Rote Karte: −3 Punkte

In einem Spiel resultiert aus:
- +  … das bedeutet den Platzverweis für den Spieler, somit  – und ist bei einem Wiederholungstäter schwerer zu bewerten, als zwei  für verschiedene Spieler, somit: −3 Punkte.
- +  … ist ein noch schlimmerer Verstoß, als der oben angeführte und wird mit der Höchststrafe von  −4 Punkten bestraft.

Bei diesem Kriterium sind negative Punkte ausdrücklich zulässig, bei allen anderen gilt das Minimum von einem zu wertenden Punkt. Diese Wertung ist, im Gegensatz zu Regelung der Sperre nach gelben Karten, nicht spieleübergreifend.

### Positives Spiel (10 Punkte)
Diese Größe spiegelt den Unterhaltungswert der Begegnung wider.
- positive Aspekte
  - Offensive Taktik
  - Spielbeschleunigung
  - Spielunterbrechungen kurz halten
  - Torjagd fortführen, unabhängig von schon erreichten Zielen (siehe Nichtangriffspakt von Gijón)

- negative Aspekte
  - Spielfluss bremsen
  - Spiel auf Zeit
  - taktische Fouls
  - Schwalben

Anhand dieser Aspekte wird ein Zahlenwert zwischen 1 und 10 vergeben.

### Respekt für die Gegner (5 Punkte)
Von den Spielern wird erwartet, dass sie die Spielregeln, die Veranstaltungsregeln und vor allem den Gegner respektieren. Weiter wird erwartet, dass sie ihre Mitspieler dazu anhalten den Fairplay-Geist zu wahren. Positiv wirkt es sich auch aus, gegnerischen Spielern nach Verletzungen zu helfen.
Dieses Kriterium wird mit 1–5 Punkten gewichtet. Hat sich eine Mannschaft anstandslos, aber ohne nennenswerte Gesten des Respekts gegenüber dem Gegner verhalten, sind nur 4 Punkte zu vergeben.

### Respekt gegenüber den Schiedsrichtern (5 Punkte)
Von den Spielern wird erwartet, die Schiedsrichter als Person zu achten, wie auch ihre Entscheidungen.
Besonders hoch angesehen wird das Akzeptieren von fragwürdigen Entscheidungen ohne Protest.
Dieses Kriterium wird mit 1–5 Punkten gewichtet. Hat sich eine Mannschaft anstandslos, aber ohne nennenswerte Gesten des Respekts gegenüber dem Schiedsrichterteam verhalten, sind nur 4 Punkte zu vergeben.

### Verhalten der Mannschaftsoffiziellen (5 Punkte)
Von Mannschaftsoffiziellen, wie z. B. dem Trainer, wird erwartet, ihre Spieler zu respektvollem Benehmen zu motivieren.
Einfluss auf die Bewertung hat auch, ob sie auf aufgebrachte Spieler oder Fans beruhigend einwirken oder diese weiter anheizen, wie sie Schiedsrichterentscheidungen hinnehmen und wie sie mit den Medien und der Berichterstattung umgehen.
Dieses Kriterium wird mit 1–5 Punkten bewertet. Anstandsloses Verhalten, ohne nennenswerter positiver Gesten, ist nur mit 4 Punkten zu bewerten.

### Verhalten der Zuschauer (5 Punkte)
Die Fans der jeweiligen Mannschaft werden als eine wichtige Komponente eines Fußballspiels gesehen. Ihre Unterstützung trägt zum Erfolg der Mannschaften bei. Von ihnen wird nicht erwartet, das Spiel in Stille zu betrachten, sondern ihre Mannschaft durch Jubel und Gesänge zu ermutigen und damit die Stimmung im Spiel allgemein aufzuheitern – im Rahmen des Fairplays.
Von ihnen wird aber auch erwartet, die Leistungen der gegnerischen Mannschaft anzuerkennen, selbst wenn diese als Sieger aus der Partie hervorgehen. Sie dürfen keinesfalls die gegnerische Mannschaft, ihre Fans oder die Schiedsrichter einschüchtern oder verängstigen.
Dieses Kriterium wird ebenfalls mit 1–5 Punkten gewichtet. 5 Punkte sind nur dann gerechtfertigt, wenn die genannten Aspekte vollständig erfüllt sind.
Das Verhalten der Zuschauer wird nur gewertet, wenn bei einem Spiel ausreichend vorhanden waren, um es zuverlässig beurteilen zu können. Sonst fällt dieses Kriterium weg und die Maximalpunktzahl reduziert sich auf 35 Punkte.

## Wertung
Bewertet werden alle Spiele, die die Mannschaften eines Landesverbandes in von der UEFA veranstalteten Wettbewerben austragen. Das sind Europapokal-Spiele der Männer- und Frauen-Vereinsmannschaften und Länderspiele in UEFA-Wettbewerben. Der Wertungszeitraum geht jeweils vom 1. Mai bis zum 30. April. Ab der Spielzeit 2016/17 berücksichtigt der Wettbewerb alle Spiele zwischen dem 1. Juli und dem 30. Juni.
Die erreichten Punkte werden addiert, durch die maximale Punktzahl (40 bzw. 35) dividiert und mit 10 multipliziert. Es sind drei Stellen nach dem Komma anzugeben, ohne aufzurunden.
Die UEFA-Delegation ist angehalten einen Bericht offenzulegen, wie sich die Punkte verteilen und hat auch besondere Argumente aufzuzeigen.
Die Wertungsergebnisse werden über alle Spiele eines Landesverbands aufsummiert und der Durchschnitt daraus gebildet.
Seit der Saison 2016/17 gibt es neben dieser Gesamt-Fairplay-Bewertung noch eine Rangliste für die Höhe der Verbesserung zur letzten Saison und eine eigene Rangliste für das Verhalten der Zuschauer. Jeder Sieger der drei Wertungen erhält ein Preisgeld, dessen Höhe die Kommission für Fairplay und soziale Verantwortung festlegt. Jeder Verband kann den Preis nur in einer der Kategorien erhalten, wobei die Gesamt-Fairplay-Wertung Vorrang vor den beiden anderen, und die Steigerungswertung Vorrang vor der Zuschauerwertung hat; den Preis in den nachrangigen Kategorien erhält dann der nächstplatzierte Verband. Das Preisgeld können die Verbände an Amateur- oder Profivereine nach ihrer Wahl für Fairplay- oder Respekt-Projekte spenden.

### Beispiele für mögliche Ergebnisse der Fairplay-Wertung
| Kein Spieler wird mit einer Karte bestraft und alle Kriterien werden maximal erfüllt. |        |        |        |        |         |         |        |        |         |                        |        |
| Karten                                                                                | Karten | Karten | Karten | pos Sp | Res Geg | Res Sch | Ver Ma | Ver Zu | Sum Pkt | Berechnung Pkt/mPkt·10 | Wert   |
| Pkt                                                                                   | G      | GR     | R      | pos Sp | Res Geg | Res Sch | Ver Ma | Ver Zu | Sum Pkt | Berechnung Pkt/mPkt·10 | Wert   |
| 10                                                                                    | 0      | 0      | 0      | 10     | 5       | 5       | 5      | 5      | 40      | 40/40·10               | 10,000 |

| Kein Spieler wird mit einer Karte bestraft, das Spiel ist sauber aber sonst sind keinerlei nennenswerte positive Gesten erkennbar und es sind zu wenige Fans da, die ihre Mannschaft unterstützen. |        |        |        |        |         |         |        |        |         |                        |       |
| Karten | Karten | Karten | Karten | pos Sp | Res Geg | Res Sch | Ver Ma | Ver Zu | Sum Pkt | Berechnung Pkt/mPkt·10 | Wert  |
| Pkt | G      | GR     | R      | pos Sp | Res Geg | Res Sch | Ver Ma | Ver Zu | Sum Pkt | Berechnung Pkt/mPkt·10 | Wert  |
| 10 | 0      | 0      | 0      | 6      | 4       | 4       | 4      | -      | 28      | 28/35·10               | 8,000 |

| 5 Gelbe, 2 Gelb/Rot, 1 Rot direkt (3 Ausschlüsse), alles andere typisch forciertes „Stadtderby“ mit engagierten aber nicht gewaltbereiten Fans. |        |        |        |        |         |         |        |        |         |                        |       |
| Karten | Karten | Karten | Karten | pos Sp | Res Geg | Res Sch | Ver Ma | Ver Zu | Sum Pkt | Berechnung Pkt/mPkt·10 | Wert  |
| Pkt | G      | GR     | R      | pos Sp | Res Geg | Res Sch | Ver Ma | Ver Zu | Sum Pkt | Berechnung Pkt/mPkt·10 | Wert  |
| 10 | −5     | −6     | −3     | 7      | 1       | 2       | 4      | 3      | 13      | 13/40·10               | 3,250 |

| Alle Spieler und die drei Auswechselspieler werden mit einer gelben Karte bestraft, zusätzlich werden noch fünf Spieler mit glatt Rot ausgeschlossen - Das Spiel wird nach den UEFA-Regeln abgebrochen. Das Spiel und das Verhalten aller ist in jeder Hinsicht destruktiv. Fans sind nur wenige angereist. |        |        |        |        |         |         |        |        |         |                        |        |
| Karten | Karten | Karten | Karten | pos Sp | Res Geg | Res Sch | Ver Ma | Ver Zu | Sum Pkt | Berechnung Pkt/mPkt·10 | Wert   |
| Pkt | G      | GR     | R      | pos Sp | Res Geg | Res Sch | Ver Ma | Ver Zu | Sum Pkt | Berechnung Pkt/mPkt·10 | Wert   |
| 10 | −14    | 0      | −15    | 1      | 1       | 1       | 1      | -      | −14     | −13/35·10              | −3,714 |

## Ermittlung der Siegernationen
In der ersten Qualifikationsrunde des UEFA-Cups wurden für jeden der drei Gewinnerverbände der Fair-Play-Wertung je ein Startplatz reserviert. Auch nach der Umbenennung zur UEFA Europa League blieb diese Regelung bestehen.
Für die Ermittlung der Gewinnernationen wurden nur Verbände berücksichtigt, die mindestens einen Fair-Play-Koeffizienten von 8 aufweisen und zusätzlich eine gewisse Mindestzahl an Spielen in UEFA-Wettbewerben aufzuweisen haben. Diese ergibt sich aus der Gesamtanzahl aller im zurückliegenden Wertungszeitraum bewerteten Spiele geteilt durch die Anzahl teilnehmender Verbände. In der Spielzeit 2011/2012 lag die Mindestzahl bei 35 bewerteten Spielen. Erfüllten weniger als drei Verbände diese Kriterien, so werden die übrigen Startplätze nicht vergeben.
Vor 2009 hatte nur dasjenige der übriggebliebenen Länder, das den höchsten Koeffizienten aufwies, den Startplatz sicher; die Gewinner des zweiten und dritten Startplatzes wurden aus allen Verbänden, die das Limit von 8 Punkten und die Mindestanzahl der Spiele erreichten, durch ein Los bestimmt.
Seit 2009 gewannen die drei der übriggebliebenen Verbände, die den höchsten Fair-Play-Koeffizienten hatten, die Startplätze. Bei Punktegleichstand mehrerer Nationen entschied das Los.

## Vergabe der Startplätze an Vereine
Welche konkreten Klubs die Startplätze erhielten, entscheiden die Siegerverbände autonom. Einzige Bedingung war, dass der Verein in der abgelaufenen Saison an der höchsten nationalen Spielklasse teilgenommen hat; Absteiger aus dieser Spielklasse waren somit auch zugelassen.
Zur Vergabe der Plätze an einen Klub führte jeder Landesverband seit 1999 eine nationale Fair-Play-Wertung. Der beste Verein in dieser Wertung, der sich nicht auf anderem Wege für den Europapokal qualifizieren konnte, sollte den Platz erhalten.
Vor der Einführung der nationalen Fair-Play-Wertungen, im Zeitraum von 1995 bis 1998, konnten die Siegernationen ihren Startplatz willkürlich an einen Klub vergeben.

## Deutschland in der Fair-Play-Wertung
In Deutschland wurde die nationale Fair-Play-Wertung von der DFL nach den oben genannten Kriterien erstellt. Die fünf letztgenannten Punkte wurden dabei durch die DFB-Schiedsrichterbeobachter bewertet. Veröffentlicht wurde aber immer nur die „Sündertabelle“ der gelben und roten Karten. Die genauen Bewertungen der Spiele und die daraus resultierenden Koeffizientenwerte der Vereine blieben dagegen unter Verschluss.
Im Jahr 2005 erhielt mit dem 1. FSV Mainz 05 erstmals eine deutsche Mannschaft über die Fair-Play-Wertung die Berechtigung zur Teilnahme an der Qualifikationsrunde des UEFA-Cups. Als Fünfter der Fairplay-Rangliste wurde dem DFB im Losverfahren ein Startplatz zugesprochen. Mainz erhielt den Startplatz, obwohl Hannover 96 und Arminia Bielefeld in der Sündertabelle der gelben und roten Karten besser platziert waren. Der Grund für die Vergabe des Startplatzes an den FSV Mainz 05 war der höhere Fair-Play-Koeffizient, welcher durch die Schiedsrichterbeobachter des DFB ermittelt wurde. Im Jahr 2008 wurde zum zweiten Mal einem deutschen Verein ein Startplatz zugelost und Hertha BSC ging in die Qualifikation zum UEFA-Cup. Beide Vereine überstanden die Qualifikationsrunden und erreichten jeweils den Hauptwettbewerb.
Die deutschen Vertreter in der Fairplay-Rangliste in den Jahren 2000 (SpVgg Unterhaching), 2002 (Borussia Mönchengladbach), 2004 (SC Freiburg) und 2006 (Borussia Dortmund) hatten kein Losglück. 2007 wurde Deutschland ebenfalls kein weiterer Startplatz zugelost. Nach der Verlosung wurde der ohnehin für den UEFA-Cup qualifizierte FC Bayern München zum Gewinner der nationalen Fairplay-Wertung gekürt.
In den übrigen Jahren war Deutschland aufgrund eines zu geringen Koeffizienten nicht in der Verlosung um einen UEFA-Cup-Startplatz vertreten.

## Sieger der Fairplay-Wertung

### 1995 bis 2008
Vereine, die vor 1999, also nicht über eine nationale Fair-Play-Wertung, die Startplätze erhielten, sind rot hinterlegt.
| Jahr | Sieger     | Sieger                  | Gewinner des Losentscheids | Gewinner des Losentscheids | Gewinner des Losentscheids | Gewinner des Losentscheids |
|      | Nation     | Club                    | Nation                     | Club                       | Nation                     | Club                       |
| ---- | ---------- | ----------------------- | -------------------------- | -------------------------- | -------------------------- | -------------------------- |
| 1995 | Norwegen   | Viking Stavanger        | England                    | Leeds United               | Luxemburg                  | FC Avenir Beggen           |
| 1996 | Schweden   | Malmö FF                | Russland                   | ZSKA Moskau                | Finnland                   | FC Jazz Pori               |
| 1997 | Norwegen   | Brann Bergen            | England                    | Aston Villa                | Schweden                   | Örebro SK                  |
| 1998 | England    | Aston Villa             | Finnland                   | FinnPa                     | Norwegen                   | Molde FK                   |
| 1999 | Schottland | FC Kilmarnock           | Norwegen                   | FK Bodø/Glimt              | Estland                    | JK Tulevik Viljandi        |
| 2000 | Schweden   | IFK Norrköping          | Belgien                    | Lierse SK                  | Spanien                    | Rayo Vallecano             |
| 2001 | Belarus    | FK Schachzjor Salihorsk | Finnland                   | Myllykosken Pallo -47      | Slowakei                   | FK Púchov                  |
| 2002 | Norwegen   | Brann Bergen            | England                    | Ipswich Town               | Tschechien                 | Sigma Olmütz               |
| 2003 | England    | Manchester City         | Frankreich                 | RC Lens                    | Dänemark                   | Esbjerg fB                 |
| 2004 | Schweden   | Östers IF               | Armenien                   | MIKA Aschtarak             | Ukraine                    | Illitschiwez Mariupol      |
| 2005 | Norwegen   | Viking Stavanger        | Deutschland                | 1. FSV Mainz 05            | Dänemark                   | Esbjerg fB                 |
| 2006 | Schweden   | Gefle IF                | Belgien                    | KSV Roeselare              | Norwegen                   | Brann Bergen               |
| 2007 | Schweden   | BK Häcken               | Norwegen                   | Lillestrøm SK              | Finnland                   | Myllykosken Pallo -47      |
| 2008 | England    | Manchester City         | Deutschland                | Hertha BSC                 | Dänemark                   | FC Nordsjælland            |

| Platz | Verband     | Erster | Sieger des Losentscheids | Gesamt |
| ----- | ----------- | ------ | ------------------------ | ------ |
| 01.   | Schweden    | 5      | 1                        | 6      |
| 02.   | Norwegen    | 4      | 4                        | 8      |
| 03.   | England     | 3      | 3                        | 6      |
| 04.   | Schottland  | 1      | 0                        | 1      |
| 0     | Belarus     | 1      | 0                        | 1      |
| 06.   | Finnland    | 0      | 4                        | 4      |
| 07.   | Dänemark    | 0      | 3                        | 3      |
| 08.   | Belgien     | 0      | 2                        | 2      |
| 0     | Deutschland | 0      | 2                        | 2      |
| 10.   | Armenien    | 0      | 1                        | 1      |
| 0     | Estland     | 0      | 1                        | 1      |
| 0     | Frankreich  | 0      | 1                        | 1      |
| 0     | Luxemburg   | 0      | 1                        | 1      |
| 0     | Russland    | 0      | 1                        | 1      |
| 0     | Slowakei    | 0      | 1                        | 1      |
| 0     | Spanien     | 0      | 1                        | 1      |
| 0     | Tschechien  | 0      | 1                        | 1      |
| 0     | Ukraine     | 0      | 1                        | 1      |

### Seit 2009 (ohne Auslosung)
| Jahr | Sieger      | Sieger                   | Zweiter    | Zweiter               | Dritter     | Dritter               |
|      | Nation      | Club                     | Nation     | Club                  | Nation      | Club                  |
| ---- | ----------- | ------------------------ | ---------- | --------------------- | ----------- | --------------------- |
| 2009 | Norwegen    | Rosenborg Trondheim      | Schottland | FC Motherwell         | Dänemark    | Randers FC            |
| 2010 | Schweden    | Gefle IF                 | Dänemark   | Randers FC            | Finnland    | Myllykosken Pallo -47 |
| 2011 | Norwegen    | Aalesunds FK             | England    | FC Fulham             | Schweden    | BK Häcken             |
| 2012 | Norwegen    | Stabæk Fotball           | Finnland   | Myllykosken Pallo -47 | Niederlande | FC Twente Enschede    |
| 2013 | Schweden    | Gefle IF                 | Norwegen   | Tromsø IL             | Finnland    | IFK Mariehamn         |
| 2014 | Norwegen    | Tromsø IL                | Schweden   | IF Brommapojkarna     | Finnland    | Myllykosken Pallo -47 |
| 2015 | Niederlande | Go Ahead Eagles Deventer | England    | West Ham United       | Irland      | UC Dublin             |

| Platz | Verband     | Erster | Zweiter | Dritter | Gesamt |
| ----- | ----------- | ------ | ------- | ------- | ------ |
| 1.    | Norwegen    | 4      | 1       | 0       | 5      |
| 2.    | Schweden    | 2      | 1       | 1       | 4      |
| 3.    | Finnland    | 0      | 1       | 3       | 4      |
| 4.    | Niederlande | 1      | 0       | 1       | 2      |
| 5.    | England     | 0      | 2       | 0       | 2      |
| 6.    | Dänemark    | 0      | 1       | 1       | 2      |
| 7.    | Schottland  | 0      | 1       | 0       | 1      |
| 8.    | Irland      | 0      | 0       | 1       | 1      |

## Gesamtrangliste der Siegerverbände
| Platz | Verband     | Anzahl der Siege |
| ----- | ----------- | ---------------- |
| 1     | Norwegen    | 8                |
| 2     | Schweden    | 7                |
| 3     | England     | 3                |
| 4     | Niederlande | 1                |
|       | Schottland  | 1                |
|       | Belarus     | 1                |